# Ülker Pamir
Ülker Pamir (ur. 7 czerwca 1913 zm. ?) – turecki narciarz alpejski, olimpijczyk.
Uczestnik igrzysk olimpijskich w Garmisch-Partenkirchen (1936). Wystąpił w jedynej konkurencji tych zawodów – kombinacji. Po zjeździe zajmował 58. miejsce, spośród sklasyfikowanych alpejczyków wyprzedził jedynie swoich dwóch rodaków – Karmana i Erceşa. Nie ukończył jednak slalomu, przez co nie został sklasyfikowany.